# Nokia 2760

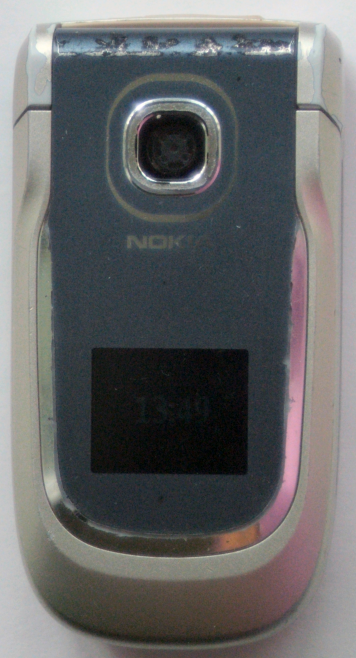

Le Nokia 2760 est un téléphone mobile GSM de l'entreprise Nokia, commercialisé en 2007.